# Stenus umbratilis
Stenus umbratilis – gatunek chrząszcza z rodziny kusakowatych i podrodziny myśliczków (Steninae).
Gatunek ten został opisany w 1884 roku przez Thomasa Lincolna Caseya.
Chrząszcz o biało owłosionym, smukłym ciele długości od 4 do 6 mm. Przedplecze jest znacznie dłuższe niż szersze, pozbawione jest podłużnej bruzdy środkowej. Pokrywy u nasady są co najwyżej nieco szersze niż głowa. Powierzchnię odwłoka cechuje delikatna, siateczkowata mikrorzeźba. Brzegi boczne odwłoka są szeroko odgraniczone głęboką bruzdą. Krótkie i szerokie tylne stopy są co najwyżej trochę dłuższe od połowy goleni. Czwarty człon stóp jest wycięty sercowato, a trzeci głęboko. Samiec nie ma na krętarzach tylnej pary nóg ostrych ząbków. Na tylnej krawędzi szóstego sternitu jego odwłoka znajduje się płytkie, zatokowate wcięcie nie przykryte włoskami. Samica ma ten sternit tępo zakończony.
Owad holarktyczny, rozprzestrzeniony w Kanadzie, Stanach Zjednoczonych i północnej Europie. Podawany z Anglii, Danii, północny Niemiec, Fennoskandii, Łotwy, Karelii, a w Polsce z 2 stanowisk na Mazurach. Na północ przekracza daleko koło podbiegunowe. Zasiedla różne miejsca wilgotne, zwłaszcza pobrzeża wód słodkich jak i słonych.